# Woolsack

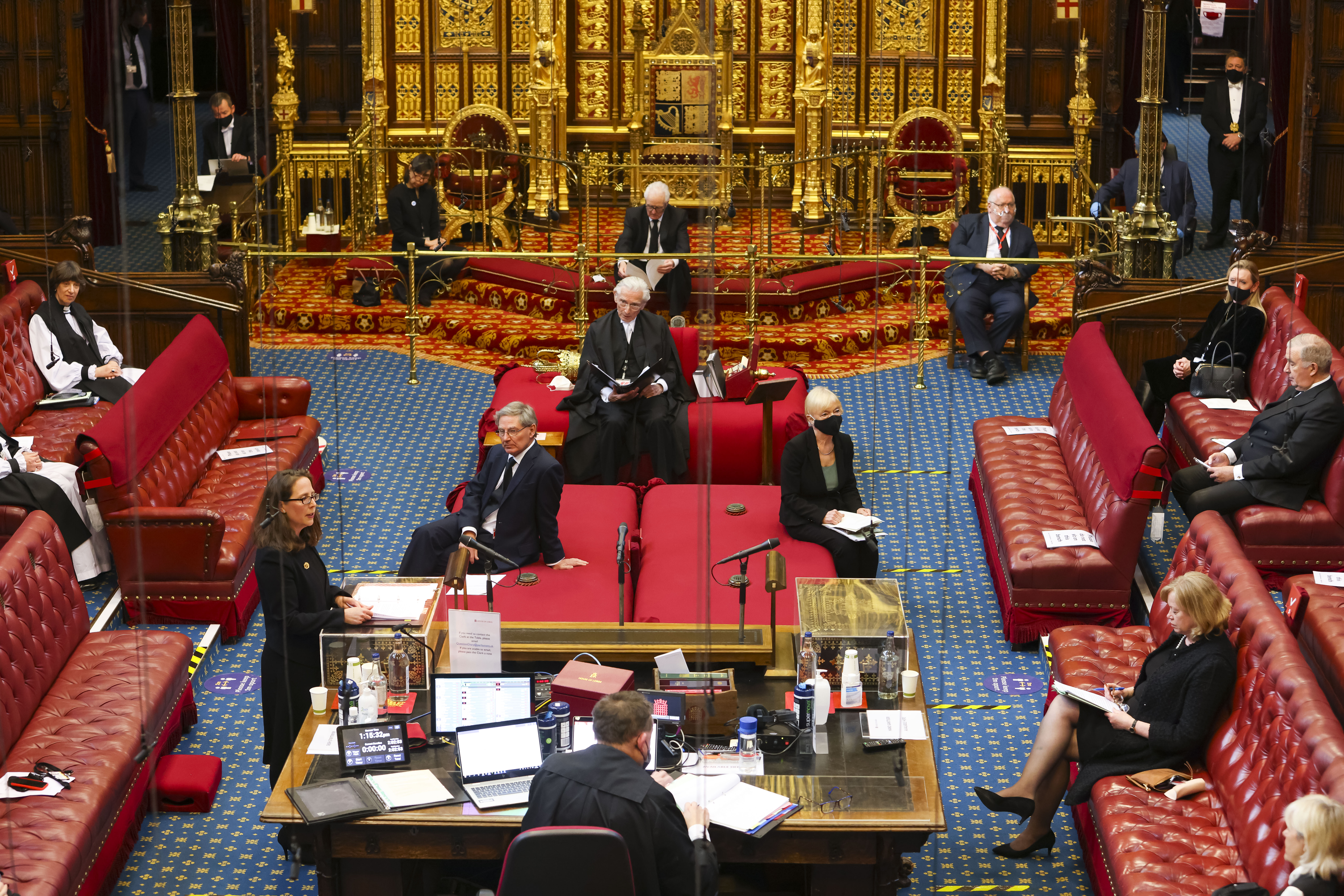
Överhuset den 12 april 2021: Lord Speaker Lord Fowler sitter på "woolsack", medan två andra pärer sitter på domarnas dito i förgrunden.

Woolsack (ullsäck) är säte för Lord Speaker (talmannen) i Brittiska överhuset i Storbritanniens parlament. Före 2006 var det säte för lordkanslern, som agerade som talman i överhuset. Statusen för Woolsack i överhuset skrevs in i de första stadgarna 1621.

## Historia
På 1300-talet sa kung Edvard III (1327–1377) att hans lordkansler, medan han var i råd, skulle sitta på en ullbal, nu känd som "The Woolsack", för att symbolisera ullhandelns centrala karaktär och stora betydelse för Englands ekonomi under medeltiden. Faktum är att det till stor del var för att skydda de viktiga engelska handelsvägarna för ull med kontinentala Europa som slaget vid Crécy utkämpades med fransmännen 1346.
År 1938 upptäcktes det att ullsäcken var fylld med hästtagel. När den gjordes om fylldes den med ull från de brittiska öarna och över hela det brittiska samväldet, tillhandahållen av International Wool Secretariat, som en symbol för enighet.
Från medeltiden fram till 2006 var lordkanslern den presiderande ämbetsmannen i överhuset, och Woolsack nämndes vanligtvis i samband med lordkanslersämbetet. I juli samma år separerades funktionen som Lord Speaker från den som Lordkansler enligt Constitutional Reform Act 2005, och den förstnämnda satt nu på Woolsack.
Fram till 1949 hade Kanadas senat en Woolsack för domarna. På order av Jean-François Pouliot, en parlamentsledamot från Quebec, som fördömde användningen av en kudde som Kanadas högsta domstols domare var tvungna att sträcka ut sig på "som sjöborrar", avskaffades Woolsack så småningom och ersattes med konventionella stolar. Den ursprungliga Woolsack finns fortfarande kvar.

## Ceremoniell roll

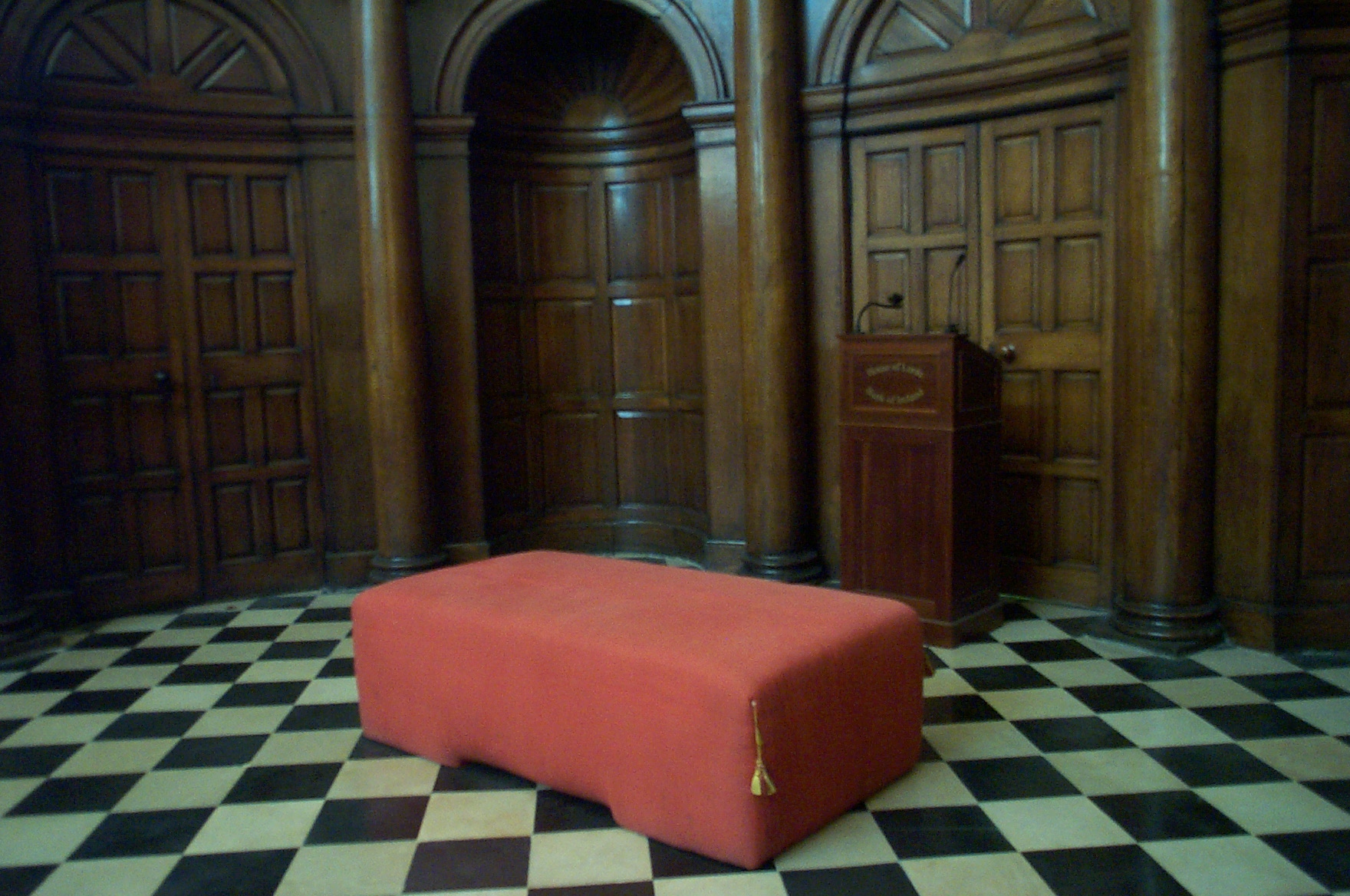
Woolsack i det före detta irländska överhuset.

Woolsack är en stor, ullstoppad kudde täckt med rött tyg; den har varken rygg eller armar, men i mitten av yllesäcken finns ett ryggstöd. Lords' Mace placeras på den bakre delen av ullsäcken när kammaren sammanträder. Lord Speaker kan tala från Woolsack när hen talar i egenskap av talman i överhuset, men om hen vill debattera måste hen framföra sina kommentarer antingen från den vänstra sidan av Woolsack eller från de vanliga platserna i överhuset.
Om en vice talman presiderar i talmannens frånvaro kommer den personen att använda ullsäcken. Men när kammaren sammanträder i "kommittén för helheten" förblir ullsäcken ledig, och den presiderande ämbetsmannen, ordföranden eller vice ordföranden, intar en stol längst fram vid kammarens bord.
För att upprätthålla värdighet och ordning får kammarens ledamöter inte passera mellan ullsäcken och någon av de ledamöter som talar eller mellan ullsäcken och sekreterarens bord. Om ledamöterna vill tala med varandra medan kammaren sammanträder, får de inte tala bakom ullsäcken och måste dra sig tillbaka till prinsens kammare.
Framför Woolsack finns två ännu större kuddar som kallas Judges' Woolsack. Alla medlemmar i överhuset kan sitta på dessa två kuddar under sessionerna. Under öppnandet av parlamentet innehas Judges' Woolsack av Lord Chief Justice, Master of the Rolls, ordföranden för King's Bench Division, ordföranden för Family Division, kanslern för High Court, Lords Justices of Appeal och Justice of the High Court, som alla kallats att närvara. Domarna i Storbritanniens högsta domstol, som också är kallade att närvara vid öppnandet, sitter i närheten, liksom deras föregångare Law Lords tidigare satt på bänkarna som Lords Temporal.

## Omnämnanden i populärkulturen
Gilbert och Sullivans komiska opera Iolanthe utspelar sig delvis i Westminsterpalatset, överhusets mötesplats, och överhuset uppträder som manskör och en fiktiv lordkansler är en huvudperson. Hela huset, liksom lordkanslern, har blivit attraherade av Phyllis, ett kanslibiträde. Lordkanslern beklagar att anständigheten inte tillät honom att gifta sig med sin myndling, hur mycket han än bryr sig om henne. Han beskriver sin ställning så här: "Ack, mina herrar, det är verkligen smärtsamt att behöva sitta på en ullsäck som är fylld med sådana törnen som dessa!"
I Uncommon Law av Alan Patrick Herbert finner den nyutnämnda kanslern woolsack obekväm och beordrar att den ska bytas ut mot en stol. Först efter att den har tagits bort nämner en av hennes kolleger i Law Lords att hon inte borde ha suttit på Woolsack när hon presiderade vid ett överklagande.